# 津島要
津島 要（つしま かなめ、1962年9月1日  - ）は、1980年代前期に活躍した日本の元キャンペーンガール・女優。
東京都墨田区本所出身。本名（当時）、本田 要。

## 人物・略歴
中学・高校の6年間、部活はバスケットボール部でレギュラー。スポーツは他に卓球、水泳もこなしていた。
1979年、高校在学中にスカウトされて芸能界へ進む。
1981年、600人余りの中から日本航空の沖縄キャンペーンガール第1号に選ばれる。
1981年放送の日本テレビ系列・金曜劇場のテレビドラマ『私はタフな女』で女優デビュー。以後、女優として映画『龍の忍者』やドラマ『ねらわれた学園』『源九郎旅日記 葵の暴れん坊』、資生堂のCMなどに出演。
1984年、引退。

## 出演

### バラエティ
- 笑点（1981年4月19日、日本テレビ） - 大喜利の座布団10枚獲得の商品で沖縄バカンスをしていた林家こん平のデート相手
- びっくり日本新記録（よみうりテレビ）[1] - アシスタント、司会は大野しげひさ

### テレビドラマ
- 鞍馬天狗（1981年、TBS）
- 笑顔泣き顔ふくれ顔（1982年、フジテレビ）
- 源九郎旅日記 葵の暴れん坊 第23話「葵は薩摩の怨敵でごわす!」（1982年10月9日、テレビ朝日） - 安里姫 役
- ねらわれた学園（1982年、フジテレビ） - 島津かなめ 役
- ライオン奥様劇場「あなたの女房よ」（1983年、フジテレビ）
- 暴れん坊将軍II 第36話「危機一髪! 皆殺し砦」（1983年、テレビ朝日） - 梢 役
- 月曜ドラマランド「帰って来た意地悪ばあさん」（1983年10月10日、フジテレビ）

### 映画
- 龍の忍者（1982年） - 茜 役

### CM
- JAL沖縄キャンペーン（1981年）
- 資生堂（1982年）
- ジャックス（1982年）